# Horizontalfilterbrunnen

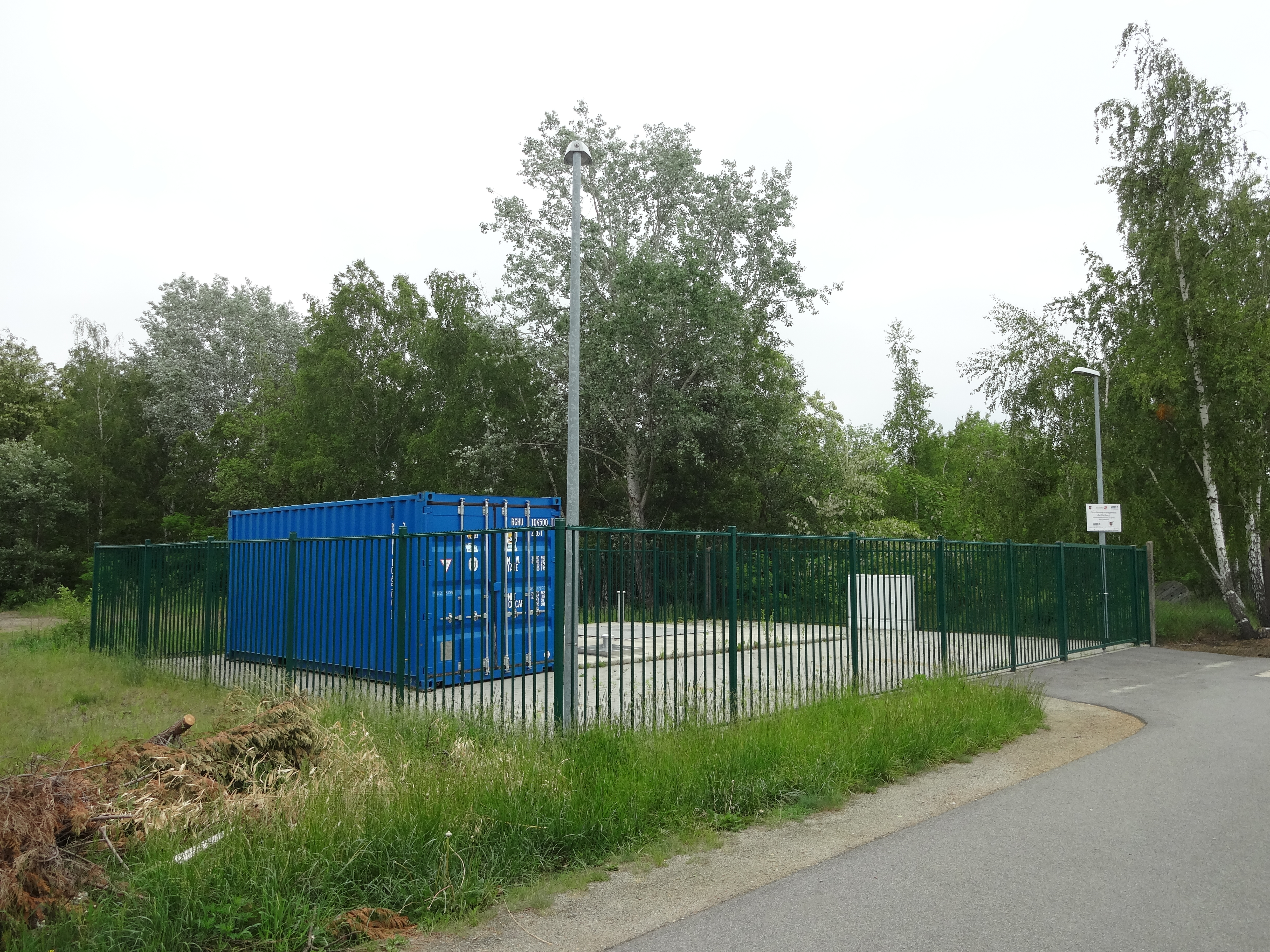
Horizontalfilterbrunnen in Senftenberg

Ein Horizontalfilterbrunnen (auch Horizontalbrunnen) ist ein Brunnentyp, bei dem das Grundwasser durch horizontal verlaufende Rohre gefördert wird. In der Regel führen mehrere Rohre zu einem vertikalen Sammelschacht, durch den das Wasser entnommen wird. Im Horizontalbrunnenbau lassen sich verschiedene Verfahren unterscheiden.
Das Haupteinsatzgebiet von Horizontalfilterbrunnen ist die wirtschaftliche Nutzung von geringmächtigen, sehr ergiebigen Grundwasserleitern. Gegenüber dem Einsatz mehrerer Vertikalbrunnen hat ein Horizontalbrunnen einen geringeren Platzbedarf an der Oberfläche. Weitere Vorteile sind eine lange Lebensdauer infolge der geringen kritischen Filtereintrittsgeschwindigkeit, die Vermeidung eines übermäßigen Sauerstoffeintrags und eine geringe Verockerungsanfälligkeit.

## Quelle
- www.geologie-franken.de/horizontalbrunnende/